# Вишнёвое (Фастовецкий сельсовет)
Вишнёвое (укр. Вишневе, до 2016 г. — Петровского) — село, расположенное на территории Бахмачского района Черниговской области (Украина).
Население составляет 70 жителей (2006 год). Плотность населения — 8 750 чел/кв.км.
Впервые упоминается в 1850 году.
Село Вишнёвое находится примерно в 18 км к юго-западу от центра города Бахмач. Средняя высота населённого пункта — 144 м над уровнем моря. Село находится в зоне умеренно континентального климата.
Национальный состав представлен преимущественно украинцами, конфессиональный состав — христианами.